# Саламан Молчальник
Салама́н Молча́льник (др.-греч. Σαλαμάνης ὁ Ἡσυχαστής; лат. Salamanes Silentiarius; IV—V века) — христианский подвижник, сирийский пустынник, преподобный.
Сведения о жизни Саламана сообщает Феодорит Кирский в 19-й главе своей книги «История боголюбцев».
Саламан родился в селении Каперсана (др.-греч. Καπερσανᾶ), которое находилось на западном берегу реки Евфрат. Саламан выбрал христианский подвиг — безмолвие. На другом берегу реки он нашёл маленькое убежище и затворился в нём, не оставив ни двери, ни окон. Один раз в году Саламан подлезал под стену своего убежища и приносил себе еды на целый год, при этом он никогда не вступая в беседы с кем-либо из людей. Саламан прожил весьма продолжительное время в своей кельи. Архиерей города, к которому относилось селение Каперсана, узнав о добродетелях Саламана, пришёл к нему, желая рукоположить его в священники. Архиерей приказал проломить часть стены кельи Саламана, он вошёл к нему в келью, возложил руки на Саламана и прочитал молитву на хиротонию в иерея. Сделав Саламана священником, архиерей произнёс пространное поучение сказал, объясняя, какая благодать дана теперь Саламану, и вышел из кельи, не услышав в ответ ни одного слова от подвижника, после этого архипастырь велел заделать пролом в стене кельи Саламана.
Жители селения Каперсана ночью переправились через реку, разрушили хижину Саламана, взяли его самого и быстро перенесли в своё селение. Саламан же при этом не выказал ни сопротивления, ни согласия. Утром они построили Саламану хижину, подобную прежней, и в ней опять заключили его. Саламан продолжал хранить молчание и ничего никому не сказал. Через некоторое время жители другого селения на противоположном берегу реки, придя ночью и разломав хижину, отвели Саламана Молчальника к себе в селение. Саламан не противился, не просил, чтобы его оставили, но и не выразил готовности поселиться на новом месте. Феодорит Кирский пишет, что таким образом Саламан, соделав себя мёртвым для земной жизни, в самом точном смысле повторил слова апостола Павла: «Я сораспялся Христу, и уже не я живу, но живёт во мне Христос. А что ныне живу во плоти, то живу верою в Сына Божия, возлюбившего меня и предавшего Себя за меня» (Гал. 2:19, 20).
Церковь чтит Саламана как первого святого, принявшего на себя подвиг молчальничества, который он нёс до самой кончины.